# Niedermodern
Niedermodern es una comuna francesa situada en la circunscripción administrativa de Bajo Rin y, después del 1° de enero de 2021, en la Colectividad Europea de Alsacia, en la región de Gran Este.
Forma parte de la región histórica y cultural de Alsacia.

## Demografía
| 507 | 523 | 622 | 626 | 573 | 691 | 895 |
| Para los censos de 1962 a 1999 la población legal corresponde a la población sin duplicidades (Fuente: INSEE [Consultar]) |     |     |     |     |     |     |